# 1 City 1 Song
1 City 1 Song ist ein Lied von 147 Rapperinnen und Rappern zwischen 15 und 44 Jahren, 32 Beats, 11 Produzenten und 7 DJs. Die Premiere fand am 31. August 2013 am Jugendkulturfestival Basel statt. Gesungen wird auf Albanisch, Baseldeutsch, Deutsch, Englisch, Französisch, Italienisch, Portugiesisch, Spanisch, Swahili und Türkisch. Am 5. September 2013 landete das gleichnamige Download-Album auf Platz 1 der iTunes HipHop-Charts, und am 15. September 2013 stieg es in die Schweizer Hitparade ein. Mit seinen 83 Minuten Länge ist es als „längster Rap-Song der Welt“ im Guinness-Buch der Rekorde verzeichnet. Unterstützt wurde 1 City 1 Song vom RFV Basel.

## Teilnehmende
Black Tiger, Marook, Dirty D, Rony, Kuzco, Tiz, Red Gee, Zitral, Sod, Venti, KIS, PYRO!, Silas, Shape, Poet, Masso Vollkasko, Dichter, Fetch, Debugging, Loss, Misandope, Young Hatian, MC Bitch & Dick MC, Chilz, Jake, Apache, Da Rime, Esol, Jean Luc Saint Tropez, Madzam, Ilp, Taz, Aman, Da Nini, Kush Karisma, Gorilla,|Casus, TKB, Kaotic Concrete, Ayre, RoYal, Sam, Dyer, Zehir, Krime, Contrast, Manoo, Abart, Trace, Siddet MC, Ensy, Tuono, Frozen, Alen, Mos, Lorro One, Killman, Demicoeur, IGI, La Nefera, TMC Ries, Stereo, PIMC, Spicker, Laut’ro Ekz, Quenn, Rippa, Sugar Daddy, Ribo, Skelt!, Easy Yves, Nuria, Zenx, Double M, Thierrey, Attsmok4real, Rici, Dobercan, Jack the Ripper, Kid Bakabu, Spläääsh, Wildi, Aff, Masta-s, Senyo Impulsivo, Smurf, Plisa, MABUU, Otaku, Audio Dope, Einzelgänger, Rascal, Luana, MC Dichter, Mirco Melone, Reemoe, Bösi Beat Box, anatol atonal, Steyr, Freccia Sarda, Dread Lee, Bone, Aslan, Jayz Delis, Sharp de Bräzl, Turett, Son Doc, Funky Notes, Mikrophonist, Fabe, Saian Flinn, Bugs MC, Sista Lin, Zako, Uran, Face, Ulysse, Jenzi, Ced, Abilon Blake, Kene, LilG (King Phips), Mareko, Sessoma, RIG, Babadanman, EasyMe, Cube, Ferat, Jiggy, Hunter S. Tompson, Red Cap, Trigger MC, Urban, Rudee, Tarek, Quinton Skill, D!ce, Beretta MC, MC Schoggi, Bina, MC Gabe, Ira, Ira May, Chabezo, Some, Len MC, Mimmo Digita, Phantom Ranks; PearlBeatz (Beat), Tron (Beat), Sandro Purple Green (Beat), Black Tiger (Beat), Misda Oz (Beat), Adic (Beat), DJ Flink (Beat), Stare (Beat), JakeBeats (Beat), Audio Dope (Beat), Mr. Fierce (Beat); DJ Steel, DJ Freak, DJ Ace, DJ Bazooka, DJ Tron, DJ Larry King, Goldfinger Brothers (DJ La Febbre & DJ Montes); Ciaccolo (Beatbox)